# Don Carlos (ópera)
Don Carlos (título original en francés, Don Carlos; en italiano, Don Carlo) es un grand opéra en cinco actos con música de Giuseppe Verdi y libreto en francés de François Joseph Méry y Camille du Locle, basado en el drama Dom Karlos, Infant von Spanien de Schiller. Tuvo su primera representación en el Teatro Imperial de la Ópera el 11 de marzo de 1867.
Los hechos históricos rodean y dirigen gran parte del drama. Para Verdi esta ópera representaba la lucha de la libertad contra la opresión política y religiosa, representadas en los personajes de Felipe II y el Gran Inquisidor. La historia se basa en conflictos en la vida del príncipe Carlos (1545–1568) después de que su prometida, Isabel de Valois, se casara en lugar de con él, con su padre el rey Felipe II en cumplimiento de uno los acuerdos adoptados en el tratado de paz que puso fin a la guerra italiana de 1551-1559 entre las Casas de Habsburgo y Valois; aparecen la Contrarreforma, la Inquisición y la rebelión de los calvinistas en Flandes, Brabante y Holanda.
A lo largo de veinte años, se hicieron cortes y adiciones a la ópera, lo que dio como resultado que una diversidad de versiones estuvieran disponibles para directores. Ninguna otra ópera de Verdi tiene tantas versiones. Con su duración íntegra (incluyendo el ballet y los cortes hechos antes de la primera representación), contiene alrededor de cuatro horas de música, siendo la ópera más larga de Verdi.

## Revisiones y traducciones

### Cortes anteriores al estreno y primera edición publicada
Don Carlos fue un encargo de la Ópera de París como parte de los actos que rodearían a la Exposición Universal de 1867. Verdi realizó una serie de modificaciones en 1866, después de finalizar la ópera, pero antes de componer el ballet, dada la amplia extensión de la ópera.  Estos comprendieron:
- un dúo de Isabel y Éboli en el Acto IV, Escena 1.
- un dúo de Carlos y el rey después de la muerte de Posa en el Acto IV, Escena 2.
- un intercambio entre Isabel y Éboli durante la insurrección en la misma escena.

Después de componer el ballet, y durante el período de ensayos de 1867, se observó que, sin ulteriores cortes, la ópera no acabaría antes de medianoche (la hora en que los espectadores necesitarían marcharse para coger los últimos trenes a los suburbios de París).  Verdi entonces autorizó más cortes, de la siguiente manera:
- La introducción al Acto I, con un coro de leñadores y sus esposas, e incluyendo la primera aparición de Isabel.
- Un breve solo de entrada para Posa ("J'étais en Flandres") y un duetto entre el mismo y Carlos ("Mon compagnon, mon ami, mon frère") en el Acto II, Escena 1.
- Un duetto entre el rey y Posa ("Enfant! à mon coeur éperdu") al final del Acto II, Escena 2.

La ópera, tal como se publicó al tiempo del estreno, estaba formada por la concepción original de Verdi, menos todos los cortes anteriormente señalados, pero incluyendo el ballet.
Fue finalmente estrenada en París, el 11 de marzo de 1867. La versión francesa está dividida en cinco actos y el estilo de la obra se amolda a la Grand Opéra francesa. En el estreno, tanto la opinión popular como la crítica más especializada, se ensañaron con Verdi y con la aparente irreverencia de la obra en tanto que no respetaba a priori los cánones que toda obra con aspiraciones a ser estrenada en París debía cumplir, a saber: presentar una irrenunciable estructura en cinco partes; no contener ningún diálogo prosaico, o que es lo mismo, estar totalmente cantada y, por supuesto, contener un ballet en el tercer acto; en ese y solo en ese. El hecho de no cumplir estrictamente tales exigencias, unido al hecho de la presencia como invitada excepcional de la Emperatriz consorte de Francia, Eugenia de Montijo, española de nacimiento, hicieron del día después del estreno un auténtico calvario para el autor quien, sin duda, no supo medir las implicaciones de estrenar una obra en la que la Corte Española de Felipe II, incluido el propio monarca, a quien veladamente se acusa en la obra de ser el culpable de la muerte del Infante Don Carlos, no salen lógicamente bien parados.

### Posteriores cortes en París, autorizados y no autorizados
Después del estreno y antes de dejar París, Verdi autorizó a las autoridades de la Ópera que terminaran el Acto IV, Escena 2, con la muerte de Posa (omitiendo así la escena de la insurrección) si ellos creían que era adecuado. Después de su marcha, aparentemente se hicieron otros cortes adicionales y no autorizados, durante el resto de las representaciones.

### Primera traducción al italiano
Una traducción de Don Carlos al italiano estaba preparándose por Achille de Lauzières ya en el otoño de 1866, y Verdi insistió en que la ópera, a la que aún se referían como Don Carlos, se diera en la misma versión en cinco actos más un ballet como en la Ópera de París. Esta traducción al italiano - con algunos cortes y alteraciones- fue presentada primero en el Real Teatro de Ópera Italiana, Covent Garden en Londres (hoy la Royal Opera House) el 4 de junio de 1867 (director:  Michael Costa), y recibió su estreno italiano - sin cortes - en el Teatro Comunal de Bolonia el 27 de octubre de ese año, dirigida por Angelo Mariani o en el estreno en España, en 1870 (27 de enero) en el Gran Teatro del Liceo de Barcelona. Esta versión -aunque fue recortada después de la primera representación dada su enorme extensión- o una muy similar será la que se estrenará en el Teatro del Circo de Madrid el 15 de junio de 1872.

### Posteriores revisiones de la música y del texto
Después de una poco exitosa representación en Nápoles en 1871, convencieron a Verdi para que visitase la ciudad para ulteriores representaciones en 1872-3, y entonces hizo otras dos modificaciones en la partitura:
- añadidos a la escena de Posa y el rey en el Acto II, Escena 2 (versos en italiano por Antonio Ghislanzoni) para reemplazar parte del material anteriormente recortado. Esta es la única porción de toda la ópera que fue compuesta por Verdi para un texto en italiano más que un texto francés.
- cortes en el dúo entre Carlos e Isabel en el Acto V.

La idea de reducir las dimensiones y escala de Don Carlos se le ocurrió a Verdi en 1875, en parte como el resultado de haber oído relatos de producciones, como la de Costa, que habían eliminado el Acto I y el ballet e introducido cortes en otras partes de la ópera. Para abril de 1882, estaba en París cuando estaba preparado para hacer cambios. Ya estaba familiarizado con la obra de Charles-Louis-Etienne Nuitter, quien había trabajado sobre traducciones francesas de Macbeth, La forza del destino y Aida con du Locle, y los tres pasaron nueve meses en revisiones importantes del texto en francés y la música para reducir la obra a cuatro actos. Omitió el Acto I y el ballet, y estuvo terminada para marzo de 1883.

### Traducción italiana revisada
Una traducción italiana de este texto francés revisado, que reutilizó gran parte de la traducción original de 1866 de Achille de Lauzieres, fue realizada por Angelo Zanardini. El estreno de la revisión tuvo lugar en La Scala de Milán el 10 de enero de 1884; quizás la versión más conocida y representada, y lleva el nombre de Don Carlo.
Aunque Verdi había aceptado la necesidad de quitar el primer acto, parece que cambió de opinión y permitió una interpretación el 29 de diciembre de 1886 en Módena que presentó el primer acto de "Fontainebleau" junto con la versión de cuatro actos revisada. Esta versión fue publicada por Ricordi como "una nueva edición en cinco actos sin ballet".
En España se estrenó el 27 de enero de 1870, en el Liceo de Barcelona, cantada en italiano.

## Posteriores representaciones
La ópera Don Carlos/Don Carlo fue poco representada durante la primera mitad del siglo XX, pero durante el período de posguerra se ha convertido en parte del repertorio de ópera estándar, particularmente en la versión "milanesa" de cuatro actos de 1883. Después de la destacada representación de 1958 de la versión italiana en cinco actos de 1886 en la Royal Opera House, Covent Garden (director Luchino Visconti), esta versión se ha ido representando cada vez más en otros lugares y se ha grabado, entre otros, por Georg Solti y Carlo Maria Giulini. Charles Mackerras dirigió la versión de cinco actos (completa con el preludio original de Verdi, la escena de los leñadores y el final original) en una traducción al inglés para la Ópera Nacional Inglesa en el Coliseo de Londres en 1975.
Finalmente, representaciones y grabaciones de la versión francesa de cinco actos original se ha convertido en más frecuente, con interpretaciones en el Teatro de La Scala en 1984 presentando a Plácido Domingo con Katia Ricciarelli, en el Teatro del Châtelet en 1996, con Roberto Alagna como Don Carlos (que se ha lanzado en cedé y deuvedé), y en la Ópera de San Francisco en 1986 y 2003. Una versión de cinco actos incluyendo partes no representadas en el primer estreno parisino (pero omitiendo el ballet "La Pérégrina") fue representado y dirigido por Sarah Caldwell con la Compañía de Ópera de Boston en 1973. La versión francesa sin cortes completa se estrenó en la ópera de Hamburgo en 2001 y luego repuesta en la Staatsoper en Viena (2006) y en el Teatro del Liceo en Barcelona el 27 de enero de 2007; su director fue Bertrand de Billy.
Sigue siendo una de las óperas más populares; en las estadísticas de Operabase aparece la n.º 41 de las cien óperas más representadas en el período 2005-2010, siendo la 22.ª en italiano y la décima de Verdi.

## Personajes
| Personaje | Tesitura                                  | Elenco del estreno 11 de marzo de 1867 (Director: François George-Hainl) | Versión revisada Elenco del estreno 10 de enero de 1884 (Director: Franco Faccio) |
| --- | ----------------------------------------- | ------------------------------------------------------------------------ | --------------------------------------------------------------------------------- |
| Felipe II (Philippe/Filippo) el Rey de España, hijo de Carlos V y padre de Don Carlos                                                | bajo                                      | Louis-Henri Obin                                                         | Alessandro Silvestri                                                              |
| Don Carlos (Don Carlo), Infante de España, hijo y heredero del rey                                                                   | tenor                                     | Jean Morère                                                              | Francesco Tamagno                                                                 |
| Rodrigue (Rodrigo), Marqués de Posa, un amigo del Infante Don Carlos                                                                 | barítono                                  | Jean-Baptiste Faure                                                      | Paul Lhérie                                                                       |
| El Gran Inquisidor de España (Diego, cardenal de Espinosa en la época, pero no mencionado como tal en la ópera)                      | bajo                                      | Joseph David                                                             | Francesco Navarrini                                                               |
| Isabel de Valois, una princesa francesa, inicialmente prometida a Don Carlos pero luego casada con el rey Felipe                     | soprano dramática o soprano lírico-spinto | Marie-Constance Sass                                                     | Abigaille Bruschi-Chiatti                                                         |
| La princesa de Éboli, una aristócrata en la corte                                                                                    | mezzosoprano                              | Pauline Guéymard-Lauters                                                 | Giuseppina Pasqua                                                                 |
| Un monje (la aparición del difunto emperador Carlos V, o Carlo Quinto)                                                               | bajo                                      | Armand Castelmary                                                        | Leopoldo Cromberg                                                                 |
| Thibault (Tebaldo), paje de Isabel                                                                                                   | soprano                                   | Leonia Levielly                                                          | Amelia Garten                                                                     |
| Una voz del Cielo | soprano                                   |                                                                          |                                                                                   |
| El conde de Lerma, un delegado español en Francia                                                                                    | tenor                                     | Gaspard                                                                  | Angelo Fiorentini                                                                 |
| Heraldo real | tenor                                     | Mermant                                                                  | Angelo Fiorentini                                                                 |
| Condesa de Aremberg, una dama de compañía de Isabel                                                                                  | papel mudo                                | Dominique                                                                | Angelina Pirola                                                                   |
| Representantes flamencos, inquisidores, damas y caballeros de la corte española, el pueblo, guardias, pajes, monjes, soldados - coro |                                           |                                                                          |                                                                                   |

## Argumento
Este resumen se basa en la versión original de cinco actos compuesta para París y acabada en 1866. Los cambios destacados para versiones posteriores se señalan aparte. Las primeras líneas de arias, etc., se dan en francés y en italiano.

### Acto I
Este Acto se omite en la revisión de 1883.
El bosque de Fontainebleau, Francia en invierno
Se oye un preludio y coro de leñadores con sus esposas. Se quejan de su dura vida, empeorada por la guerra con España. Isabel, hija del rey de Francia, llega con sus damas. Asegura al pueblo que su próximo matrimonio con Don Carlos, hijo del rey de España, traerá el fin de la guerra, y se marcha.
Esto se cortó antes del estreno en París y fue reemplazado por una breve escena en la que Isabel cruza el escenario y entrega dinero a los leñadores.
Carlos, saliendo de su escondite, ha visto a Isabel y se ha enamorado de ella (Aria:  "Je l'ai vue" / "Io la vidi").  Cuando ella reaparece, él inicialmente pretende ser un miembro de la legación del conde de Lerma, pero luego revela su identidad y sus sentimientos, a los que ella corresponde (Dúo: "De quels transports poignants et doux" / "Di quale amor, di quanto ardor"). Un cañonazo significa que la paz se ha declarado entre España y Francia, y Thibault informa a Isabel que su mano va a ser reclamada no por Don Carlos, sino por su padre, el rey Felipe II.  Lerma y sus seguidores confirman esto, e Isabel se siente obligada a aceptar, para consolidar la paz. Se marcha a España, dejando desolado a Carlos.

### Acto II
Este Acto es el I en la revisión de 1883.
Escena 1: El monasterio de Saint-Just (San Jerónimo de Yuste) en España
Los monjes rezan por el alma del emperador Carlos V ("Carlo Quinto"). Su nieto Don Carlos entra, angustiado porque la mujer a la que ama está casada con su padre.
En la revisión de 1883, él canta una versión revisada del aria "Je l'ai vue" / "Io la vidi", que se salvó del omitido Acto I pero con algo de música diferente y otro texto para reflejar su actual situación de saber ya que no puede casarse con Isabel mientras que en el original se supone todavía que el novio será él cuando canta el aria.
Un monje que se parece al anterior emperador le ofrece consuelo de paz a través de Dios. El amigo de Carlos, Rodrigo, marqués de Posa, acaba de llegar de las oprimidas tierras de Flandes (Aria: "J'étais en Flandres").
Esto se cortó durante los ensayos anteriores al estreno.
Le pide la ayuda del Infante para ayudar al sufriente pueblo de Flandes. Carlos le revela su amor por su madrastra. Posa le anima a abandonar España y marchar a Flandes. Los dos hombres juran una amistad eterna (Dúo: "Dieu, tu semas dans nos âmes" / "Dio, che nell'alma infondere"). El rey Felipe y su nueva esposa, con sus ayudantes, entran a homenajear la tumba de Carlos V, mientras Carlos lamenta su amor perdido.
Escena 2: Un jardín cerca de Saint-Just
La princesa de Éboli canta la "canción del velo" ("Au palais des fées" / "Nel giardin del bello") sobre un rey marroquí y una belleza con velo que resulta ser su esposa a la que no hace caso. Isabel entra. Posa entrega una carta de Francia (y secretamente una nota de Don Carlos). A petición suya (Aria: "L'Infant Carlos, notre espérance" / "Carlo ch'è sol il nostro amore"), Isabel se muestra de acuerdo en ver al Infante a solas. Éboli deduce que ella, es la persona a la que Don Carlos ama.
Cuando están a solas, Don Carlos le dice a Isabel que se siente infeliz, y le pide a ella que ruegue a Felipe para que lo envíe a Flandes. Ella rápidamente se muestra conforme, haciendo que Carlos renueve su declaración de amor, que ella, píamente, rechaza. Don Carlos sale frenético, gritando que debe estar maldito.  Entra el rey y se enfada porque la reina está sola, sin gente que la atienda. Ordena a su dama de compañía, la condesa de Aremberg, que vuelva a Francia, lo que impulsa a Isabel a cantar una triste canción de despedida. (Aria: "Oh ma chère compagne" / "Non pianger, mia compagna"). El rey se acerca a Posa, cuyo carácter y activismo lo han impresionado favorablemente. Posa ruega al rey que deje de oprimir al pueblo de Flandes.  El rey llama a la idealista petición de Posa "poco realista", y le advierte que el Gran Inquisidor lo vigila.
Este dúo fue revisado tres veces por Verdi.

### Acto III
Este Acto es el Acto II en la revisión de 1883.
Escena 1: Tarde en el jardín de la reina en Madrid
Isabel está cansada, y desea concentrarse en la coronación de los días siguientes del rey. Para evitar el divertissement planeado para la tarde, ella intercambia máscaras con Éboli, asumiendo que por lo tanto su ausencia no se notará, y se marcha.
Esta escena se omitió en la revisión de 1883.
El ballet, (coreografiado por Lucien Petipa - el hermano mayor del también coreógrafo Marius Petipa - y titulado "La Pérégrina") tuvo lugar en este punto en el estreno.
Don Carlos entra. Ha recibido una nota sugiriendo una cita en los jardines, que él cree que procede de Isabel, pero que en realidad es de Éboli, a quien él, confundido, declara su amor. La disfrazada Éboli se da cuenta de que él cree que ella es la reina, y Carlos queda horrorizado de que ella sepa ahora su secreto. Cuando entra Posa, ella amenaza con decir al rey que Isabel y Carlos son amantes. Carlos impide a Posa apuñalarla, y ella sale con un furor vengativo. Posa le pide a Carlos que confíe en él cualquier documento políticamente comprometido que pueda tener y, cuando Carlos se muestra conforme, ellos reafirman su amistad.
Escena 2: Enfrente de la catedral de Valladolid
Se hacen preparativos para un auto de fe, el desfile público y quema de herejes condenados.  Mientras que el pueblo lo celebra, los monjes arrastran a los condenados a la pila de leña. Le sigue la procesión real, y el rey se dirige al pueblo, pero Don Carlos trae a primer plano a seis diputados flamencos, quienes le piden al rey la libertad de su país. La gente y la corte muestran su simpatía, pero el rey, apoyado por los monjes, ordena el arresto de los diputados. Carlos saca su espada contra el rey. El rey pide ayuda, pero los guardias no atacan a Carlos. Posa se mete en medio y persuade a Carlos para que entregue su espada. El rey entonces nombra a Posa duque, se prende fuego a la pila de leña y, conforme empiezan a arder las llamas, una voz celestial se puede oír prometiendo la paz para las almas condenadas.

### Acto IV
Este Acto es el III en la revisión de 1883.
Escena 1: Aurora en el estudio del rey Felipe en Madrid
A solas, el rey, absorto, lamenta que Isabel nunca lo haya amado, que su cargo signifique que él tenga que estar eternamente vigilante, y que él solo dormirá adecuadamente cuando esté en su tumba en El Escorial (Aria: "Elle ne m'aime pas" / "Ella giammai m'amò"). Anuncian al Gran Inquisidor, ciego, de noventa años. El rey pregunta si la Iglesia objetará matar a su propio hijo, y el Inquisidor replica que el rey estará en buena compañía: Dios sacrificó a Su propio hijo. A su vez, el Inquisidor exige que el rey mate a Posa. El rey rechaza matar a su amigo, a quien admira y aprecia, pero el Inquisidor le recuerda al rey que la Inquisición puede abatir a cualquier rey; él ha destruido a otros reyes antes. El rey admite que carece de poder para salvar a su amigo y le ruega al Gran Inquisidor que olvide toda la discusión. El Gran Inquisidor replica "Ya veremos" y se marcha. Isabel entra, alarmada ante la aparente sustracción de su cofre de joyas, pero el rey lo presenta y señala el retrato de Don Carlos que contiene, y la acusa de adulterio. Ella protesta que es inocente, y, cuando el rey la amenaza, ella se desmaya. Él pide ayuda. Aparecen Éboli y Posa, y cantan un cuarteto ("Maudit soit le soupçon infâme" / "Ah, sii maledetto, sospetto fatale"). El rey se da cuenta de que ha juzgado mal a su esposa. Posa resuelve salvar a Carlos, aunque ello signifique su propia muerte. Éboli siente remordimientos por traicionar a Isabel; esta última, recuperándose, expresa su desesperación.
Este cuarteto fue revisado por Verdi en 1883.
Las dos mujeres se quedan solas. Un dúo, "J'ai tout compris", fue cortado antes del estreno.  Éboli confiesa no solo que ella robó el cofre porque ella ama a Carlos y este la ha rechazado, sino que, aún peor, ella ha sido la amante del rey. Isabel le dice que debe irse al exilio o entrar en un convento, y sale. Éboli, a solas, maldice el fatal orgullo que su belleza le ha causado, elige el convento antes que el exilio, y decide intentar salvar a Carlos de la Inquisición (Aria:  "O don fatal" / "O don fatale").
Escena 2: Una prisión
Don Carlos ha sido aprisionado. Posa llega para decirle que será salvado, pero que él mismo tendrá que morir, incriminado por los documentos políticamente sensibles que Carlos le ha confiado (Aria, part 1: "C'est mon jour suprème" / "Per me giunto è il di supreme"). Una figura sombría dispara a Posa en el pecho. Al morir, Posa le dice a Carlos que Isabel lo encontrará en Saint-Just al día siguiente, y le dice que está feliz de morir si su amigo puede salvar Flandes y gobernar sobre una España más feliz (Aria, parte 2: "Ah, je meurs, l'âme joyeuse" / "Io morrò, ma lieto in core"). Después de su muerte, entra Felipe, ofreciendo la libertad a su hijo. Carlos lo rechaza por haber matado a Posa. El rey ve que han matado a Posa, y expresa a gritos su dolor.
Un dúo incluido en este punto para Carlos y el rey, cortado antes del estreno, se usó más adelante por Verdi para el Lacrimosa en su Réquiem.
Suenan las campanas, e Isabel, Éboli y el Gran Inquisidor llegan, mientras el pueblo exige la liberación de Carlos y amenaza al rey. En la confusión, Éboli se escapa con Carlos. El pueblo es suficientemente valiente para amenazar al rey, pero quedan aterrorizados por el Gran Inquisidor, y al instante obedecen su enojada orden de calmarse y hacer una reverencia al rey.
Tras el estreno, algunas producciones acabaron este Acto con la muerte de Posa; sin embargo, en 1883 Verdi proporcionó una versión acortada de la insurrección, pues sentía que de otra forma no quedaría claro cómo Éboli había cumplido su promesa de rescatar a Carlos.

### Acto V
Este Acto es el IV en la versión de 1883.
El monasterio iluminado por la Luna de Saint-Just
Isabel se arrodilla ante la tumba de Carlos V. Se compromete a ayudar a Carlos en su vía a cumplir su destino en Flandes, pero ella misma solo desea la muerte (Aria:  "Toi qui sus le néant" /"Tu che la vanità"). Carlos aparece y tienen una despedida final, prometiendo encontrarse de nuevo en el Cielo (Dúo:  "Au revoir dans un monde où la vie est meilleure" / "Ma lassù ci vedremo in un mondo migliore").
Este dúo fue revisado dos veces por Verdi.
Felipe y el Gran Inquisidor entran: el rey declara que habrá un doble sacrificio, y el Inquisidor confirma que cumplirá con su deber. Sigue un breve juicio sumario.
El juicio se omitió en 1883.
Carlos, llamando a Dios, saca su espada para defenderse de los guardias del Inquisidor, cuando de repente, el Monje emerge de la tumba de Carlos V. Agarra a Carlos por el hombro, y en alto proclama que la turbulencia del mundo persistirá incluso en la Iglesia; no podemos descansar sino en el Cielo. Felipe y el Inquisidor reconocen la voz del Monje como la del padre del rey, el anterior emperador Carlos V ("Carlo Quinto").  Todo el mundo grita horrorizado, y el Monje/anterior Emperador arrastra a Carlos a la fuerza a la tumba y sella la salida. Cae el telón.

## Instrumentación
- Cuerdas: violines, violas, violonchelos, contrabajos
- Viento: piccolo (doblando sobre la flauta), 2 flautas, 2 oboes (el segundo doblando sobre el corno inglés), 2 clarinetes, 4 fagotes (el tercero doblando sobre el contrafagot).
- Metales: 4 trompas, 3 cornet à pistons, 2 trompetas, 3 trombones, Ophicleide
- Percusión: timpani, bombo, címbalos, triángulo, campanas en Fa sostenido y Mi bemol
- Otro: arpa
- En el escenario: clarinete en re, 2 clarinetes en La, 4 trompas, 2 fliscornos, 2 trompetas, fliscornos bajos, 3 trombones, tuba, contrabajo, armonio, arpa

## Discografía
Existen numerosas grabaciones de esta ópera, tanto en italiano como en francés, la versión original y también la revisada. De entre ellas las más citadas frecuentemente son:
- Gabriele Santini / Flaviano Labó (Don Carlo), Antonietta Stella (Elisabetta), Boris Christoff (Filippo II), Ettore Bastianini (Rodrigo), Fiorenza Cossotto (Princesa de Éboli), Ivo Vinco (El Gran Inquisidor). Teatro de La Scala de Milán (1962). Deutsche Grammophon. Versión italiana en cinco actos con cortes.
- Georg Solti / Carlo Bergonzi, Renata Tebaldi, Nicolai Ghiaurov, Dietrich Fischer-Dieskau, Grace Bumbry, Martti Talvela. Orquesta y coro del Covent Garden (1965). Decca Cat. No. 421114. Versión italiana en cinco actos.
- Carlo Maria Giulini / Plácido Domingo, Montserrat Caballé, Ruggero Raimondi, Sherrill Milnes, Shirley Verrett, Giovanni Foiani. Orquesta del Covent Garden y Ambrosian Opera Chorus (1970). EMI Cat. No. 67397. Versión italiana en cinco actos.
- Herbert von Karajan / José Carreras, Mirella Freni, N. Ghiaurov, Piero Cappuccilli, Agnes Baltsa, R. Raimondi. Orquesta Filarmónica de Berlín. Coro de la Deutsche Oper de Berlín (1978). EMI Classics Cat. No. 6930. Versión italiana en cuatro actos.
- Claudio Abbado / Plácido Domingo, Katia Ricciarelli, R. Raimondi, Leo Nucci, Lucia Valentini Terrani, N. Ghiaurov. Orquesta y coro del Teatro La Scala de Milán (1984). Deutsche Grammophon Cat. No. 415316. Versión francesa en cinco actos.